# سيزار تاريغا
سيزار تاريغا ريكيني (من مواليد 26 فبراير 2002) هو لاعب كرة قدم إسباني محترف يلعب كقلب دفاع لنادي فالنسيا.

## حياة مهنية
سيزار هو أحد خريجي أكاديمية دون بوسكو، وليفانتي، وباتاكونا، قبل أن ينهي تدريبه مع نادي فالنسيا الذي انضم إليه في عام 2019. تمت ترقيته إلى نادي فالنسيا ميستايا لموسم 2021-22 ووقع أول عقد احترافي له.
في 2 ديسمبر 2021، ظهر سيزار لأول مرة على المستوى الأول والاحترافي مع فريق فالنسيا الأول في فوز 3-0 في كأس ملك إسبانيا على نادي أوترياس. في 24 يناير 2023، مدد عقده مع فالنسيا حتى عام 2027.
بدأ سيزار التدريب مع الفريق الأول لفالنسيا في فترة ما قبل الموسم الصيفي قبل موسم 2023-24، وشارك لأول مرة في الدوري الإسباني كبديل متأخر مع فالنسيا في فوز 3-0 على أتلتيكو مدريد في 16 سبتمبر 2023. في 19 يناير 2024، تمت إعارته إلى فريق ريال بلد الوليد في دوري الدرجة الثانية الإسباني للفترة المتبقية من الموسم.
سجل سيزار هدفه الاحترافي الأول في 7 أبريل 2024، مسجلاً الهدف الثاني لفريقه في فوز 2-0 خارج أرضه على نادي كارتاخينا. بعد أن ساهم في ظهور 16 مرة مع فريق ريال بلد الوليد لتحقيق الصعود إلى الدرجة الأولى، عاد إلى نادي فالنسيا وجدد عقده حتى عام 2028 في 27 يونيو.

## أسلوب اللعب
يبلغ طول سيزار 1.94 متر، وهو مدافع طويل القامة وذو بنية جسدية قوية وفعال في الألعاب الهوائية. وعلى الرغم من طوله، إلا أنه يتمتع بمهارات جيدة في التحكم بالكرة ويمكنه التمرير بشكل جيد.

## الحياة الشخصية
يدرس سيزار التربية البدنية في جامعة فالنسيا الكاثوليكية القديس فنسنت الشهيد، ويتحدث الإنجليزية والفرنسية بفضل والدته التي تعمل معلمة في المدرسة. أسس جده الأكبر، فيسينت أولاسو، ناديًا يُدعى أنطونيو بوتشاديس في فالنسيا في الخمسينيات من القرن العشرين.

## روابط خارجية
- سيزار تاريغا على BDFutbol
- سيزار تاريغا على LaPreferente (بالإسبانية)
- سيزار تاريغا  على سكروي